# Glena minor
Glena minor är en fjärilsart som beskrevs av Sperry 1952. Glena minor ingår i släktet Glena och familjen mätare. Inga underarter finns listade i Catalogue of Life.